# Hadena calescens
Hadena calescens är en fjärilsart som beskrevs av Franz Dannehl 1929. Hadena calescens ingår i släktet Hadena och familjen nattflyn. Inga underarter finns listade i Catalogue of Life.